# Форнаки (Ла Специја)
Форнаки је насеље у Италији у округу Ла Специја, региону Лигурија.
Према процени из 2011. у насељу је живело 20 становника. Насеље се налази на надморској висини од 484 м.